# Lismore, New South Wales
Lismore là một thành phố cận nhiệt đới trong tiểu bang New South Wales, Úc.
Đây là trung tâm văn hóa khu vực.Với dân số 27.069 năm 2006.
Lismore nằm trên quốc lộ Bruxner và sông Wilsons, một nhánh của sông Richmond. Cách Sydney 764 km (475 dặm) phía nam.Cách Brisbane 2,5 giờ lái xe về phía bắc.
Trường Đại học Southern Cross là trung tâm giáo dục lớn của Lismore thu hút được một số lượng lớn sinh viên khu vực và quốc tế nhờ vẻ đẹp tự nhiên và chất lượng đào tạo.

## Khí hậu
Lismore có khí hậu cận nhiệt đới ẩm với nhiệt độ ôn hòa, ấm áp và lượng mưa dồi dào.
| Dữ liệu khí hậu của Lismore               | Dữ liệu khí hậu của Lismore | Dữ liệu khí hậu của Lismore | Dữ liệu khí hậu của Lismore | Dữ liệu khí hậu của Lismore | Dữ liệu khí hậu của Lismore | Dữ liệu khí hậu của Lismore | Dữ liệu khí hậu của Lismore | Dữ liệu khí hậu của Lismore | Dữ liệu khí hậu của Lismore | Dữ liệu khí hậu của Lismore | Dữ liệu khí hậu của Lismore | Dữ liệu khí hậu của Lismore | Dữ liệu khí hậu của Lismore |
| Tháng                                     | 1                           | 2                           | 3                           | 4                           | 5                           | 6                           | 7                           | 8                           | 9                           | 10                          | 11                          | 12                          | Năm                         |
| ----------------------------------------- | --------------------------- | --------------------------- | --------------------------- | --------------------------- | --------------------------- | --------------------------- | --------------------------- | --------------------------- | --------------------------- | --------------------------- | --------------------------- | --------------------------- | --------------------------- |
| Cao kỉ lục °C (°F)                        | 43.4 (110.1)                | 42.8 (109.0)                | 37.2 (99.0)                 | 35.6 (96.1)                 | 30.6 (87.1)                 | 28.1 (82.6)                 | 28.9 (84.0)                 | 32.7 (90.9)                 | 37.2 (99.0)                 | 39.8 (103.6)                | 42.2 (108.0)                | 40.6 (105.1)                | 43.4 (110.1)                |
| Trung bình ngày tối đa °C (°F)            | 29.9 (85.8)                 | 29.1 (84.4)                 | 27.9 (82.2)                 | 25.7 (78.3)                 | 22.6 (72.7)                 | 20.2 (68.4)                 | 19.9 (67.8)                 | 21.5 (70.7)                 | 24.4 (75.9)                 | 26.6 (79.9)                 | 28.2 (82.8)                 | 29.7 (85.5)                 | 25.5 (77.9)                 |
| Tối thiểu trung bình ngày °C (°F)         | 18.8 (65.8)                 | 18.8 (65.8)                 | 17.4 (63.3)                 | 14.2 (57.6)                 | 10.9 (51.6)                 | 8.5 (47.3)                  | 6.5 (43.7)                  | 7.2 (45.0)                  | 9.9 (49.8)                  | 13.2 (55.8)                 | 15.8 (60.4)                 | 17.8 (64.0)                 | 13.2 (55.8)                 |
| Thấp kỉ lục °C (°F)                       | 11.6 (52.9)                 | 11.8 (53.2)                 | 10.0 (50.0)                 | 5.0 (41.0)                  | 1.1 (34.0)                  | −1.0 (30.2)                 | −3.5 (25.7)                 | −2.0 (28.4)                 | −0.3 (31.5)                 | 2.8 (37.0)                  | 6.1 (43.0)                  | 7.8 (46.0)                  | −3.5 (25.7)                 |
| Lượng mưa trung bình mm (inches)          | 155.4 (6.12)                | 183.6 (7.23)                | 188.4 (7.42)                | 129.2 (5.09)                | 115.3 (4.54)                | 97.0 (3.82)                 | 80.3 (3.16)                 | 54.9 (2.16)                 | 50.4 (1.98)                 | 73.2 (2.88)                 | 94.1 (3.70)                 | 121.3 (4.78)                | 1.343,1 (52.88)             |
| Số ngày mưa trung bình (≥ 0.2mm)          | 12.9                        | 13.9                        | 15.6                        | 12.5                        | 11.6                        | 9.5                         | 8.3                         | 7.5                         | 7.4                         | 9.0                         | 10.0                        | 11.4                        | 129.6                       |
| Độ ẩm tương đối trung bình buổi chiều (%) | 58                          | 61                          | 60                          | 58                          | 59                          | 56                          | 51                          | 46                          | 45                          | 50                          | 51                          | 55                          | 54                          |
| Nguồn 1: Cục Khí tượng Úc                 |                             |                             |                             |                             |                             |                             |                             |                             |                             |                             |                             |                             |                             |
| Nguồn 2: Weatherzone                      |                             |                             |                             |                             |                             |                             |                             |                             |                             |                             |                             |                             |                             |